# サール (タルヌ県)
サール （Salles、オック語:Salas）は、フランス、オクシタニー地域圏、タルヌ県のコミューン。

## 地理
アヴェロン川の支流セルー川が流れる。

## 人口統計
| 1962年 | 1968年 | 1975年 | 1982年 | 1990年 | 1999年 | 2004年 | 2014年 |
| ------ | ------ | ------ | ------ | ------ | ------ | ------ | ------ |
| 271    | 225    | 199    | 207    | 199    | 174    | 185    | 184    |

参照元:1962年から1999年までは複数コミューンに住所登録をする者の重複分を除いたもの。それ以降は当該コミューンの人口統計によるもの。1999年までEHESS/Cassini、2006年以降INSEE。

## 史跡
- サン・ソヴール教会 - 3つのロマネスク様式の柱頭、16世紀以来の多彩色木像4点を所蔵する、13世紀の教会

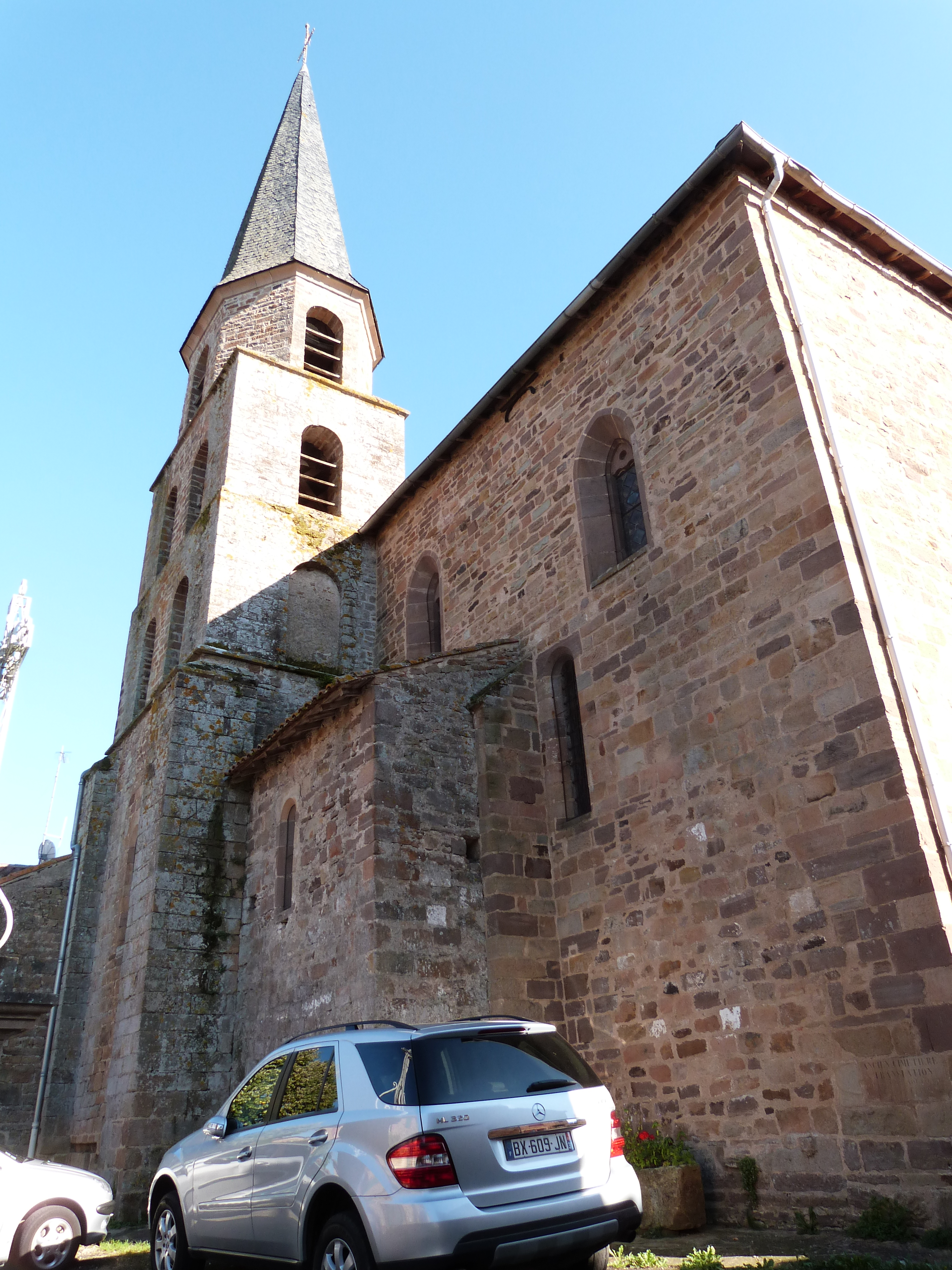
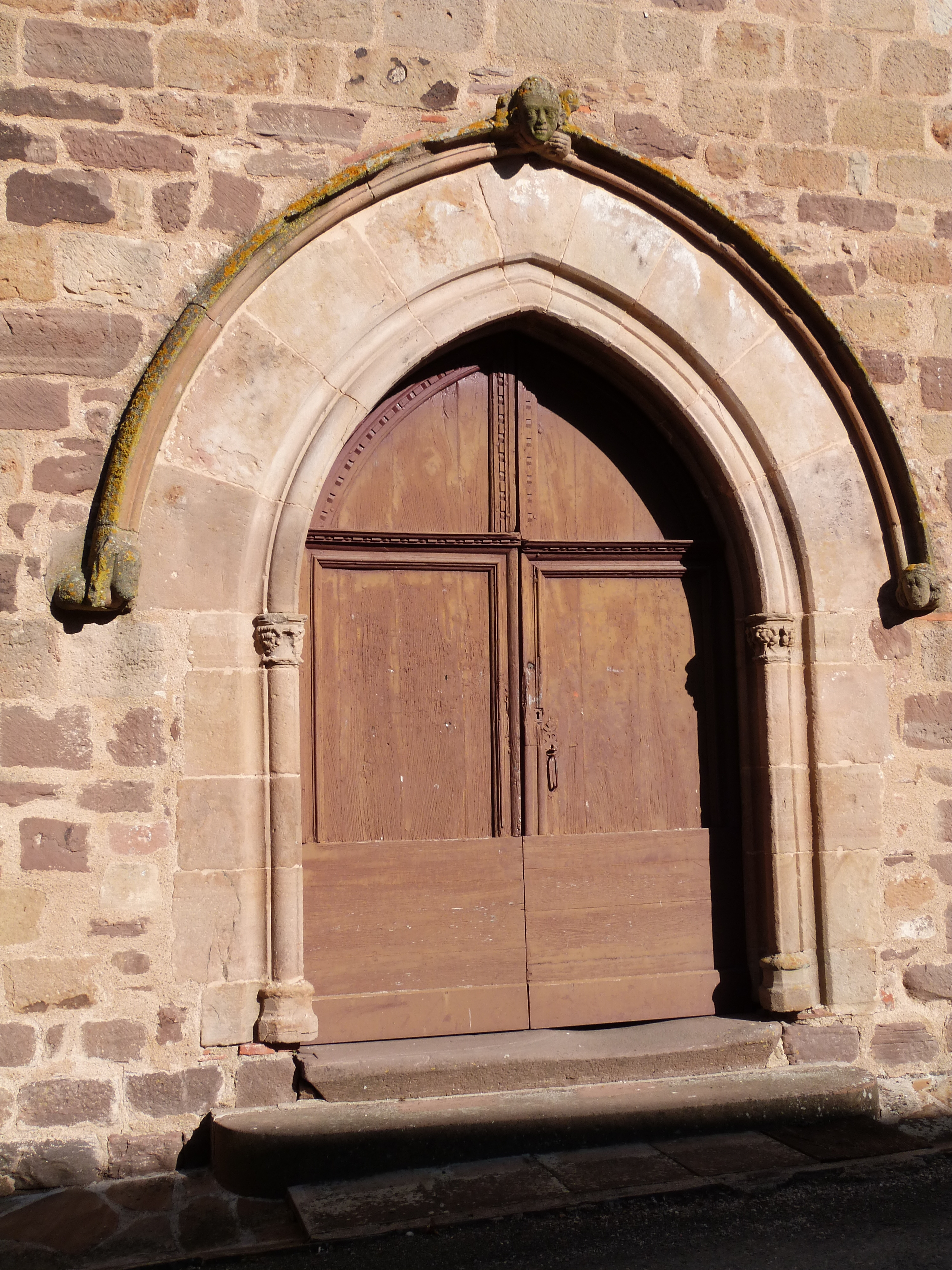
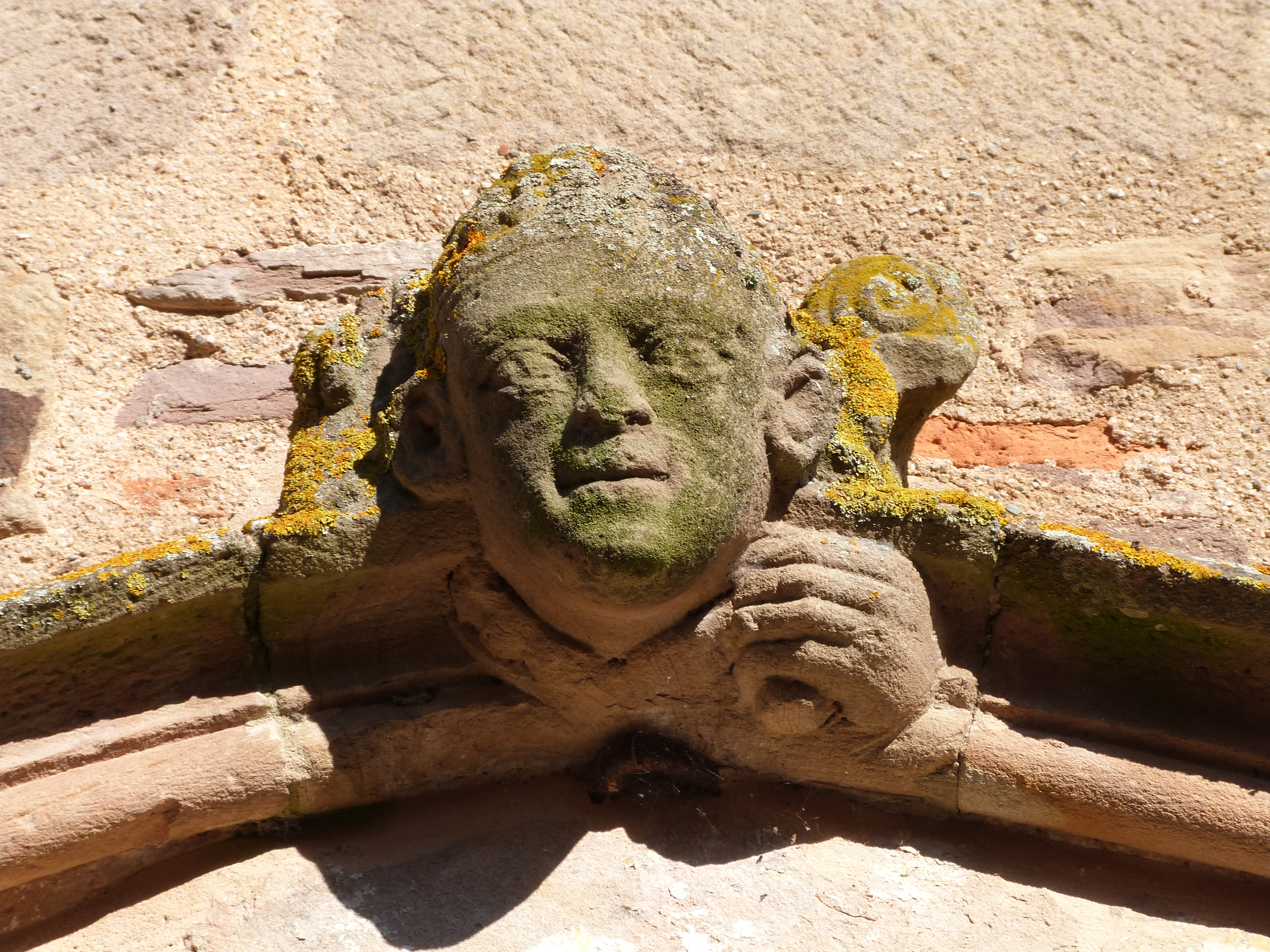
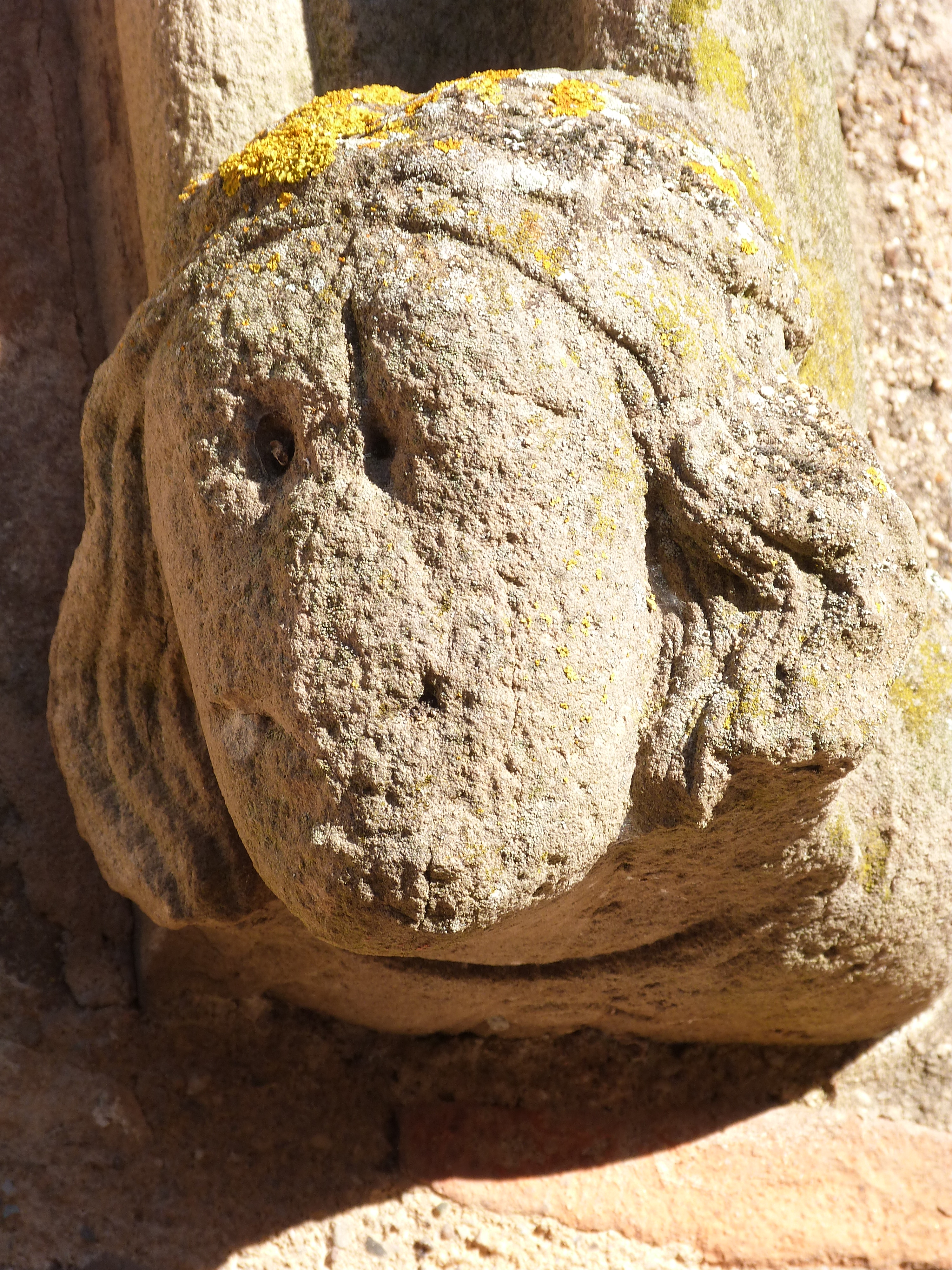